# Pizza à la coupe
Pour les articles homonymes, voir Pizza (homonymie).
La pizza à la coupe (pizza al taglio, en italien) est un type de pizza romaine des cuisine de Rome (it) et cuisine italienne, originaire de Rome, variante des pizzas napolitaines.

## Histoire
Ces variétés de pizzas romaines sont cuites sur des grands plateaux rectangulaires, avec une pâte épaisse et moelleuse, vendues au poids en parts carrées ou rectangulaires de restauration rapide, de vente à emporter ou de cuisine de rue,,.

Quelques exemples
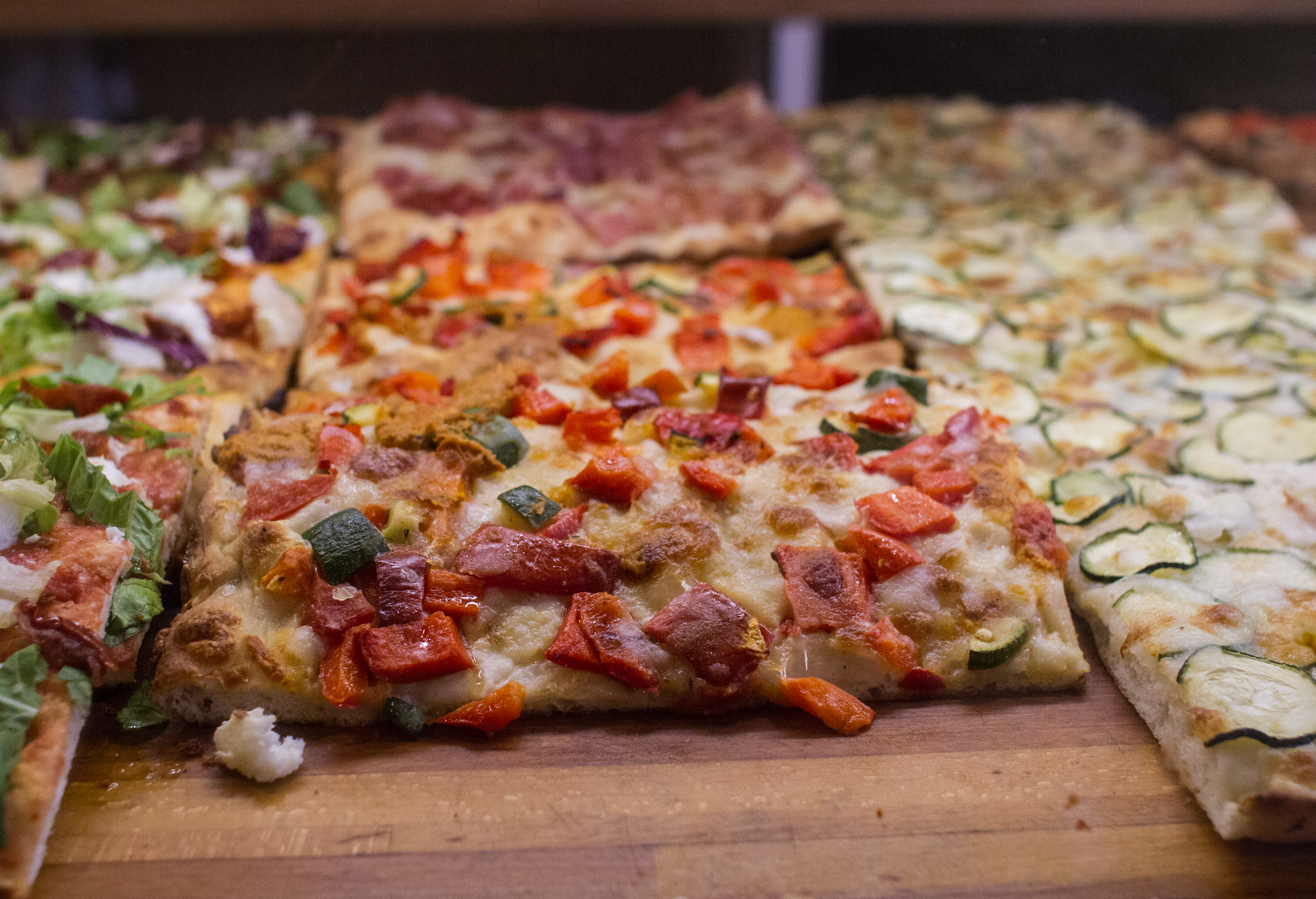
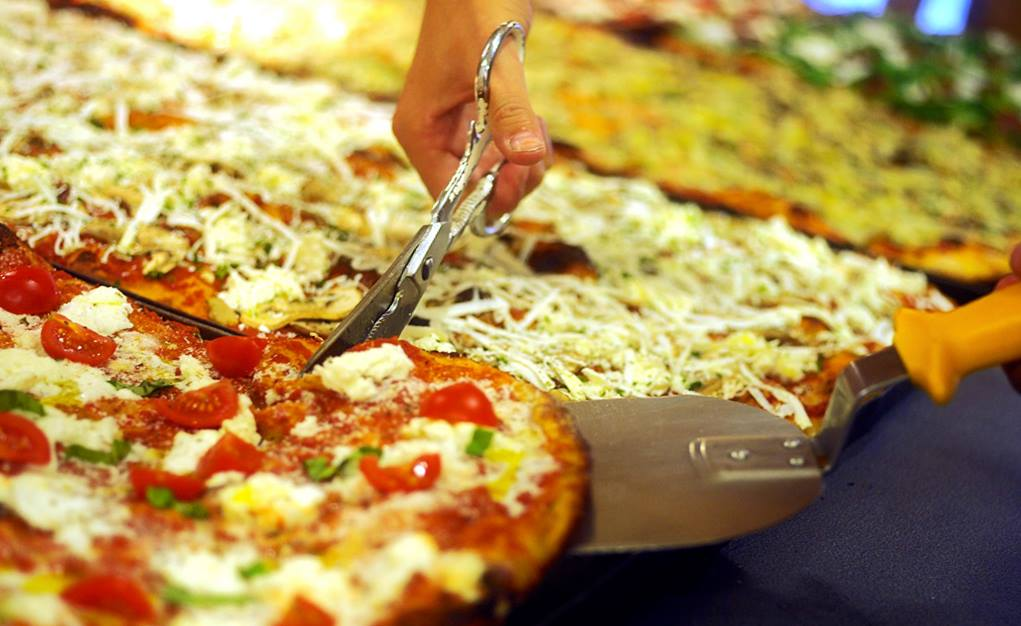
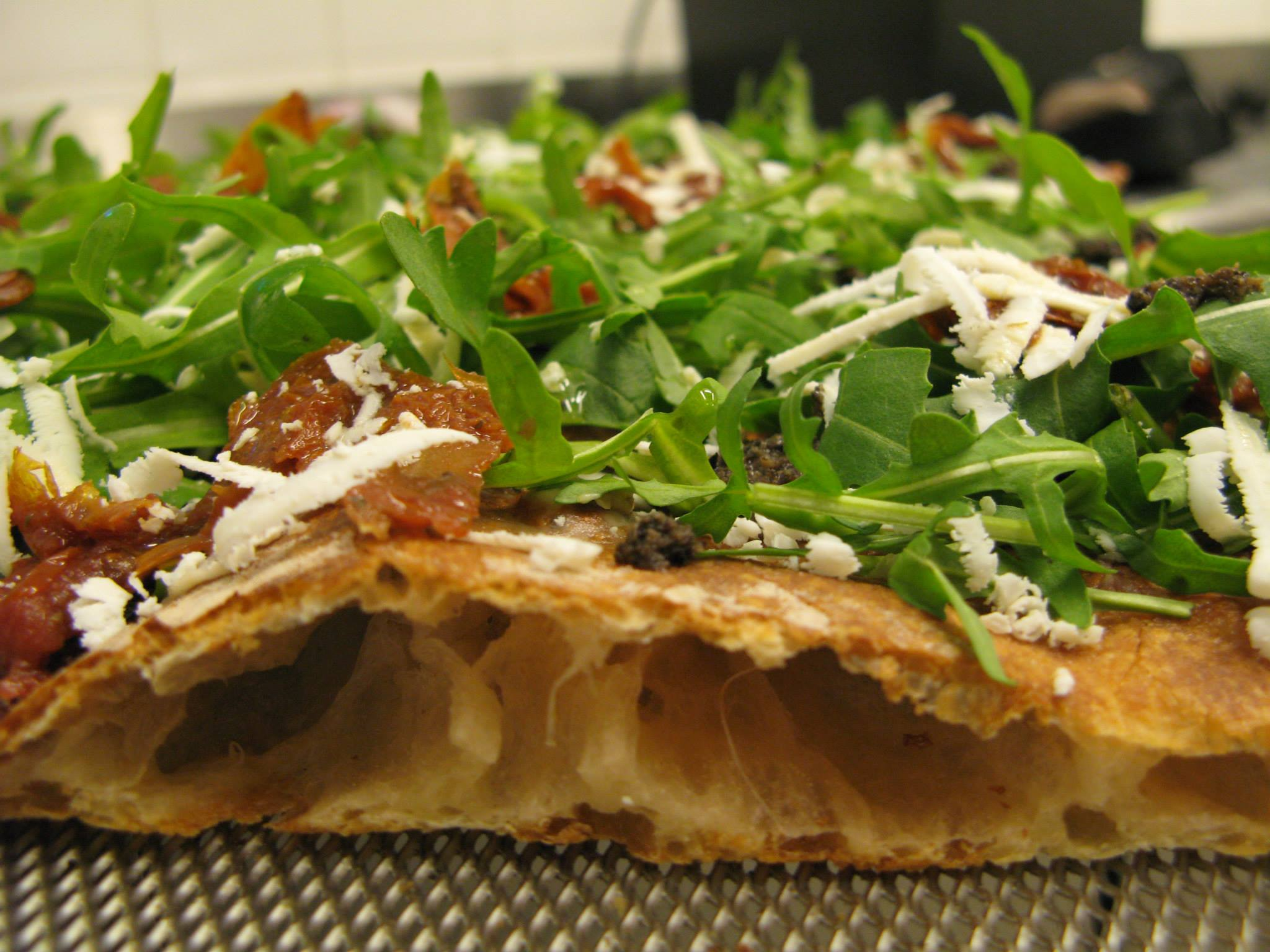

## Variantes
- la pinsa (ou pinsa romana) et une focaccia italienne originaire de Rome.